# Tjernysjevskoje
Tjernysjevskoje, rysk stavning: Чернышевское, tyska: Eydtkuhnen, 1938-45 även Eydtkau, litauiska: Eitkūnai, är en ort i Prigorodnojes kommun i Ryssland, belägen i Rajon Nesterov i östligaste delen av Kaliningrad oblast. Befolkningen uppgick till 1 139 invånare i oktober 2010. Den är idag främst känd som gränsort, då järnvägen Kaliningrad–Vilnius och Europaväg 28 här korsar gränsen mellan den ryska Kaliningradexklaven och Litauen.

## Historia

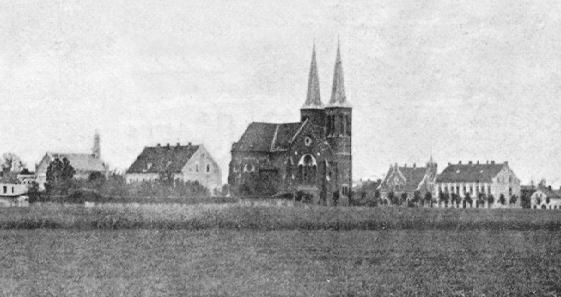
Vy mot Eydtkuhnens kyrka, 1909.

Gränsen vid Tjernysjevskoje är en historisk kuriositet i den bemärkelsen att gränsen här, som före första världskriget var tysk gräns österut mot Ryssland, idag är rysk gräns österut mot Litauen; Ryssland låg alltså på den andra sidan gränsen då men på den västra sidan av gränsen idag.
Orten Eydtkuhnen omnämns första gången 1525 i samband med hertigdömet Preussens grundande i området. Eydtkuhnen var fram till 1800-talet en mindre by vid gränsen, i vad som efter Napoleonkrigen blev den preussiska provinsen Ostpreussen. Orten fick internationell betydelse först under 1800-talet som ändstation och gränsövergång för den preussiska östbanan, färdigställd 1860, och under ortens blomstringstid arbetade flera tusen personer vid järnvägen, posten, tullmyndigheterna och inom service och gränshandel. Stationen användes fram till andra världskriget som bytesstation av tågresenärer från Ryssland i riktning mot Tyskland, och här bytte resande tåg mellan spår med rysk respektive europeisk spårvidd. På grund av de olika spårvidderna i Tyskland och Ryssland var genomgående trafik omöjlig, så att gränsövergången även innebar ett tågbyte. Stationsbyggnaden ritades av Friedrich August Stüler och hade ett omfattande tjänsteutbud för de många bytesresenärerna, samt ett särskilt kungligt väntrum för högreståndspersoner på genomresa. Bland annat skedde här tågbytet för resande med lyxtåget Nord-Express, fjärrlinjen Sankt Petersburg–Paris. I andra riktningen från Tyskland mot Ryssland skedde tågbytet på den ryska sidan av gränsen, i Virbalis vid nuvarande Kybartai i Litauen. 
Orten förstördes till stor del genom den ryska arméns angrepp under första världskriget men kom åter att blomma upp efter fredsslutet, då orten nu blev Weimarrepublikens viktigaste gränsövergång mot den nybildade staten Litauen. 1922 erhöll orten stadsrättigheter i samband med att invånarantalet översteg 10 000 personer. Under mellankrigstiden byggdes de litauiska järnvägarna om till europeisk normalspårvidd, så att genomgående persontrafik Paris–Riga var möjlig. 1935 fick den tyska huvudvägen Reichsstrasse 1 (Aachen–Berlin–Eydtkuhnen) sin östra ändpunkt här. Vid röda arméns intåg 1945 kom orten att till stora delar förstöras och den huvudsakligen tysktalande befolkningen flydde eller fördrevs västerut. Orten är sedan krigsslutet del av den ryska Kaliningradexklaven som bildades ur norra delen av det tyska Ostpreussen. Den sovjetiska administrationen ändrade ortens ryskspråkiga namn till Tjernysjevskoje, efter den sovjetiske arméofficeren Tjernysjev.
Under den sovjetiska epoken efter 1945 kom gränsstationen att rivas då den inte längre behövdes. Istället kom ett fängelse och en sovjetisk garnison att etableras, och orten är fortfarande till stor del militärt område. Sedan Sovjetunionens upplösning har orten åter blivit gränskontroll för vägtrafiken, med en nybyggd gränsstation för järnvägen.

## Sevärdheter

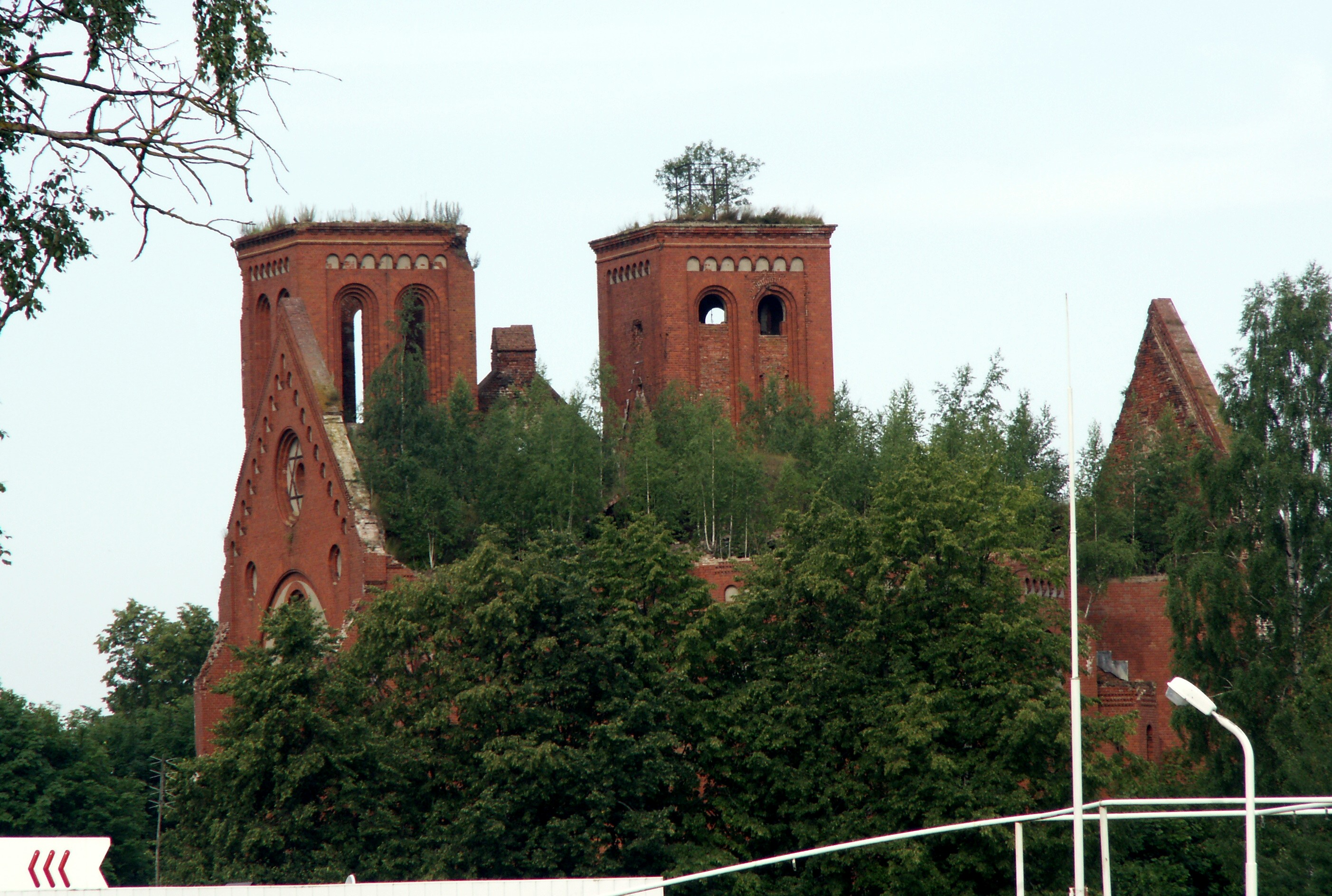
Kyrkoruinen

Ortens kyrka uppfördes för den lokala evangelisk-lutherska församlingen och färdigställdes 1889. Den brann i samband med Röda arméns offensiv på östfronten under andra världskriget 1945 och användes efter kriget som armélager. Den är idag en delvis igenfylld och överväxt ruin, men fortfarande återstår stora delar av väggarna och tornen.

## Kända invånare
- Felix Bressart (död 1949), tysk skådespelare, föddes i orten och tillbringade sina första levnadsår här.
- Stasys Kružinauskas (född 1957), litauisk socialdemokratisk politiker.